# Małoszyna
Małoszyna – wieś w Polsce położona w województwie wielkopolskim, w powiecie tureckim, w gminie Władysławów.
W latach 1975–1998 miejscowość administracyjnie należała do województwa konińskiego.
W miejscowości funkcjonuje kaplica i cztery tartaki.
We wsi urodzili się prymas Polski i Litwy Ignacy Raczyński oraz Marianna Zając (1937).